# 韓観
韓観（かん かん、生年不詳 - 永楽12年9月26日（1414年10月9日））は、明代の軍人。字は彦賓。本貫は鳳陽府虹県。

## 生涯
高陽忠壮侯韓成の子として生まれた。舎人として太祖朱元璋の宿衛をつとめた。忠謹なことで太祖に知られて、桂林右衛指揮僉事に任じられた。
洪武19年（1386年）、韓観は柳州府融県の少数民族の反乱を鎮圧し、広西都指揮使に累進した。洪武22年（1389年）、富川県の少数民族の乱を鎮圧し、霊亭千戸所を設置した。洪武25年（1392年）、賓州上林県の少数民族の乱を鎮圧した。洪武27年（1394年）、湖広の兵と合流して全州灌陽県の瑶族の反乱を討ち、1400人あまりを斬った。洪武28年（1395年）、宜山県などの少数民族の反乱者を捕らえ、その王や万戸を称する者以下2800人あまりを斬った。征南左副将軍として都督の楊文に従って龍州の土官の趙宗寿を討った。趙宗寿は投降して南京に来朝した。韓観は転戦して南丹・奉議・都康・向武・富労・上林・思恩・都亮の少数民族の反乱を討ち、前後して1万人あまりを捕斬した。
洪武29年（1396年）、韓観は南京に召還され、右軍都督同知に進んだ。洪武30年（1397年）、楊文に従って吉州と五開の苗族の反乱を鎮圧し、顧成とともに水西の少数民族の堡塁を制圧した。凱旋すると、左府の事務を監理した。建文元年（1399年）、徳州で練兵し、靖難の変において燕軍と戦ったが、敗れた。建文4年（1402年）、永楽帝が即位すると、韓観は都督同知の任にもどされた。命を受けて江西に赴いて練兵して城を守り、節制広東・福建・湖広三都司を兼ねた。
廬陵県の民が不穏なことをささやきながら山沢に集合していた。永楽帝は兵を用いるのを望まず、行人の許子謨を派遣してかれらを説得させることにして、韓観に同行を命じた。韓観が到着すると、人々は説得に応じて生業にもどったので、永楽帝は韓観に璽書を賜ってその労をねぎらった。韓観は征南将軍の印を佩くよう命じられ、広西に駐屯し、両広の官軍を節制した。永楽帝は韓観が殺戮を好むのを知って璽書を賜ってこれを戒めた。再び少数民族が反乱を起こしたため、永楽帝は員外郎の李宗輔を派遣して招諭させようとした。韓観は大軍の出動を準備しながら、李宗輔とともに使者として派遣された。桂林府の少数民族6000家が生業にもどったが、思恩府の少数民族は帰順しなかった。韓観は慶遠府・柳州府・潯州府の少数民族を討伐したいと請願した。
永楽元年（1403年）、韓観は指揮の葛森らとともに理定県などの山賊1180人あまりを討ち、その首長50人あまりを捕らえ、連行して斬った。永楽2年（1404年）、都指揮の朱輝を派遣して宜山県・忻城県の諸山寨を説得して降伏させた。茘波県の瑶族が編戸を求めたので、韓観は永楽帝の命を受けて現地の人々を安心させ、80洞あまりを帰順させた。永楽3年（1405年）、潯州府・桂林府・柳州府の少数民族が反乱を起こし、一度帰順して再び反乱を起こしたため、韓観は朱輝を偏師として派遣して反乱軍を破った。朝廷から派遣された郎中の徐子良が到着すると、反乱軍は降伏した。
永楽4年（1406年）、永楽帝は大軍を発してベトナム胡朝に遠征させることを決定し、戦略案の提出と食糧20万石の輸送を韓観に命じた。まもなく韓観は帝の命を受けて大理寺卿の陳洽とともに現地兵3万を選抜して太平府で合流させ、ベトナムの動静を探るために偵察を派遣した。遠征軍に従って憑祥を発し、坡塁関に到達し、部下を関の下に宿営させた。木を伐採して橋梁を架け、軍糧を補給した。胡朝が滅亡すると、韓観は永楽帝の命を受けて交趾周辺の諸堡の措置を任された。韓観が広西を留守にしているあいだに、柳州府・潯州府の少数民族が再び反乱を起こした。
永楽5年（1407年）、韓観は軍を返して柳州府に着いた。韓観は秋の深まるのを待って、軍を出動させるよう要請した。永楽帝は湖広・広東・貴州三都司の兵を動員し、さらに新城侯張輔に命じて都督の朱広と方政を派遣させ、交趾の兵にも反乱鎮圧に協力させた。10月、官軍が集結し、道を分かれて掃討を進めた。韓観は貴州・両広の兵で柳州府から馬平・来賓・遷江・賓州・上林・羅城・融県を攻め、その全てを撃破した。兵を象州で合流させ、再び武宣・東郷・桂林・貴平・永福に進軍させた。1万人あまりを斬首し、13000人あまりを捕らえ、反乱を鎮圧した。
永楽9年（1411年）、韓観は征南将軍の印を佩いたまま、征夷副将軍に任じられ、総兵として交趾に駐屯した。永楽10年（1412年）、食糧を輸送して張輔の軍に補給するよう命じられた。永楽12年（1414年）9月、死去した。後嗣となる男子はなかった。宣徳2年（1427年）、保定伯梁銘が韓観の南京の旧邸を求め、宣徳帝はこれを許可しようとした。しかし韓観の妻が邸の中にいると聞くと、「功臣の地をどうして奪うことができようか」といって許可せず、他の邸を梁銘に賜った。